# Clădirea fostei biserici evangheliste (I) din Carmanova
Clădirea fostei biserici evangheliste (I) este o clădire amplasată în Carmanova, Unitățile Administrativ-Teritoriale din Stînga Nistrului, Republica Moldova. Este un monument arhitectural de importanță națională inclus în Registrul monumentelor Republicii Moldova ocrotite de stat cu nr. 486 (raionul Grigoriopol). Datează din 1840.